# Amytornis striatus
Amytornis striatus е вид птица от семейство Maluridae.

## Разпространение
Видът е разпространен в Австралия.